# The Klezmer Society
The Klezmer Society (voorheen Shtetl Band Amsterdam) is een Nederlandse volksmuziek/wereldmuziekband. Zij speelt klezmer op authentieke wijze, zoals het vroeger werd gespeeld in de kleine joodse dorpjes, de shtetls in Oost Europa. In deze muziek is de melodie leidend. Deze werd in eerste instantie gespeeld op viool, maar tegenwoordig wordt de melodie ook op viool in combinatie met andere instrumenten gespeeld. The Klezmer Society is in 2006 opgericht door Bert Vos.

## De groep
Nadat Erica Roozendaal (accordeon) de band in 2022 verliet, kwam Elianne van Ee (accordeon/zang) bij de band. Sinds haar komst heeft het repertoir bestaan uit instrumentale muziek gecombineerd met liederen uit de Jiddische- en soms ook uit de Sefardische cultuur (volksmuziek). In 2024 verliet Elianne de band en is Peter van Os (accordeon/trombone) er bij gekomen.
De samenstelling van de groep is: twee violisten, een accordeonist en een cellist, aangevuld met zang door alle bandleden. Als bijzondere instrumenten worden gebruikt een viool in aangepaste stemming (tsvey strunes), een drum of poyk en de zingende zaag. 
Voor opnames en concerten werkt The Klezmer Society vaak samen met meesterklarinettist Christian Dawid, Shura Lipovsky (zangeres van het eerste begin van de herleving van het Jiddische lied), verhalenverteller Eric Borrias. Ook heeft beiaardier Boudewijn Zwart meegespeeld met het nummer Anne Frank Tree, geschreven door Gregor Schaefer, op de beiaard van de Westertoren. Dit nummer staat op de cd 'Roots and Shoots'.

## Bandleden
De bandleden zijn:
Bert Vos - viool, tsvey strunes viool (scordatura) en zang
Iefke Wang - viool (secundspeler), accordeon en zang
Peter van Os - accordeon, trombone
Eva van de Poll - cello en zingende zaag

## Village Klezmer
Village Klezmer is de klezmermuziek zoals die in de Joodse gemeenschappen in Oost-Europa klonk, voordat in de 20e eeuw het zwaartepunt van de klezmermuziek in de Verenigde Staten kwam te liggen. Uit de Jiddische cultuur in de shtetls is vanaf 1750 de instrumentale volksmuziek ontstaan, die later klezmer werd genoemd. De meeste plaatopnamen die bekend zijn, stammen echter uit de VS, waar vanaf ongeveer 1915 veel klezmer op plaat werd uitgebracht in een stijl die steeds Amerikaanser werd. Er vindt momenteel wereldwijd een opleving plaats van de Village Klezmer, gebaseerd op de Europese "roots": de overgebleven geluidsopnamen uit Europa en in archieven teruggevonden melodieën, foto's en beschrijvingen uit de jaren 1850-1940.

## Uitgebrachte media
2021: "Dos Klezmer Shifl" CD met 15 stukken met gastmuzikant Christian Dawid en gastzangeressen Shura Lipovsky, Eden Vos en Rivka van Delft (Mameloshn)
2015: "Roots and Shoots" live opname. CD met 15 stukken met gastmuzikant Christian Dawid (klarinet en zang), Roberto Haliffi (poyk) en beiaardier Boudewijn Zwart (carillon van de Westertoren in Amsterdam). 
2011: "The Klezmer Village" - handmade Yiddish roots music. CD met 13 stukken, merendeels bestaand uit verschillende melodieën gekoppeld in suites. Herontdekte historische melodieën, nieuwe klezmercomposities en bekendere stukken, hier gespeeld in Village Klezmer stijl, met gastmuzikant Christian Dawid
2008: "The Bride's Waltz" - New & Old Music for the Klezmer Violin. CD met 24 stukken in Village Klezmer-stijl.
2007: "Vijfendertig Tranen" Speciale heruitgave van deze gedichtenbundel met CD, geschreven en ingesproken gedichten door Ida Vos, afgewisseld met klezmermuziek door Shtetl Band Amsterdam.

## Concertprogramma's, verteltheaterprogramma's met muziek voor scholen
2024-heden: concert "Beregovski"
2024-heden: muziektheater "Anna is er nog", naar het gelijknamige kinderboek van Ida Vos
2021-heden: concert "Dos Klezmer Shifl" met o.a. een Beregovski suite, traditionele melodieën die door Beregovski opgetekend zijn tijdens WOII in de regio van Oekraïne
2018-heden: muziektheater "Wie niet weg is wordt gezien" naar het gelijknamige kinderboek over de onderduik geschreven door Ida Vos (moeder van Bert Vos), verteller Bert Vos, met muziek van Bert Vos, Iefke Wang en Erica Roozendaal
2018-heden familietheater "Waar is Bram Polak?" een Klezmer Doe-concert met verteller Bert Vos met muziek van Bert Vos, Iefke Wang en Erica Roozendaal
2015-heden: concert "Roots and Shoots" The Klezmer Society met gastmuzikant Christian Dawid klarinet en zang
2014-heden: muziektheater "Het Koffertje van Ida Vos" verteller Bert Vos met muziek van Bert Vos, Iefke Wang en Erica Roozendaal
2011-2012: concert "Shura Lipovsky en The Klezmer Society" Jiddischlied met klezmer-muziek
2010-2014: concert 'The Klezmer Village" met gastmuzikant klarinettist Christian Dawid
2010-2011: concert "KlezmerNL" klezmer & het Jiddische lied, met zangeres Lucette van den Berg
2009-heden: muziektheater "Toen Schlemiel Naar Warschau Ging" met verhalenverteller Walter Roozendaal
2007-2010: concert "The Bride's Waltz" Village Klezmer